# Pecan Grove (Texas)
Pecan Grove es un lugar designado por el censo ubicado en el condado de Fort Bend en el estado estadounidense de Texas. En el Censo de 2010 tenía una población de 15.963 habitantes y una densidad poblacional de 696,34 personas por km².

## Geografía
Pecan Grove se encuentra ubicado en las coordenadas 29°37′25″N 95°43′55″O / 29.62361, -95.73194. Según la Oficina del Censo de los Estados Unidos, Pecan Grove tiene una superficie total de 22.92 km², de la cual 22.54 km² corresponden a tierra firme y (1.69%) 0.39 km² es agua.

## Demografía
Según el censo de 2010, había 15.963 personas residiendo en Pecan Grove. La densidad de población era de 696,34 hab./km². De los 15.963 habitantes, Pecan Grove estaba compuesto por el 86.15% blancos, el 6.38% eran afroamericanos, el 0.31% eran amerindios, el 1.95% eran asiáticos, el 0.01% eran isleños del Pacífico, el 3.11% eran de otras razas y el 2.09% pertenecían a dos o más razas. Del total de la población el 14.11% eran hispanos o latinos de cualquier raza.

## Educación

### Distrito Escolar Independiente de Fort Bend

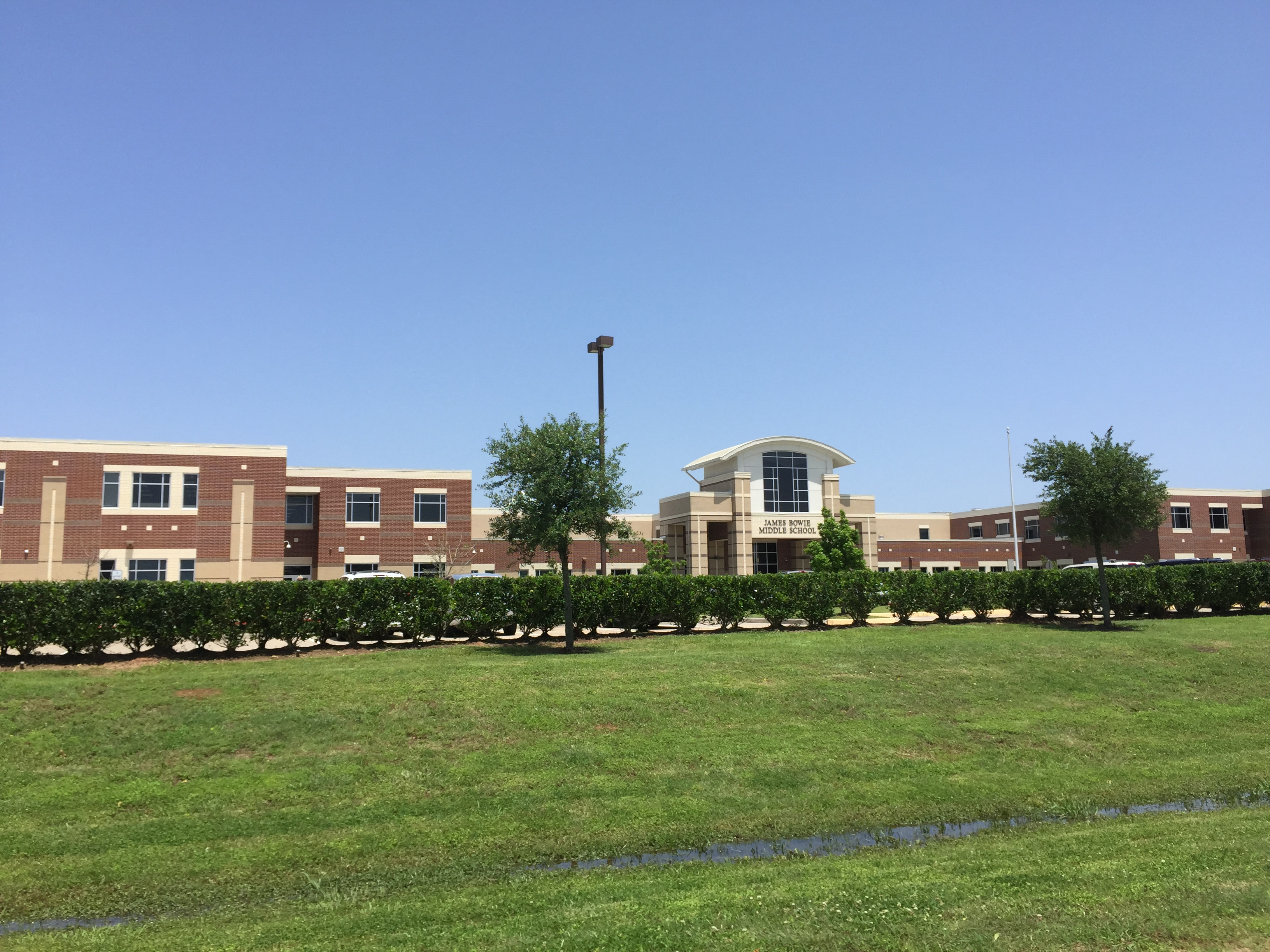
Escuela Intermedia James Bowie

El Distrito Escolar Independiente de Fort Bend (FBISD) sirve a la mayoría del lugar Pecan Grove. Las escuelas primarias de FBISD que sirven a Pecan Grove son:
- Primaria Pecan Grove (Grados PK-5), en el lugar[7][8]
- Oakland Elementary School (Grados PK-5), en Pecan Grove[7] - Se programó abrir en 2006-2007, y tomó el territorio previamente asignado a la Primaria Pecan Grove.[9][10]

Escuelas intermedias y preparatorias:
- Escuela Intermedia James Bowie (Grados 6-8), en Pecan Grove[11][12]
- Escuela Preparatoria William B. Travis (Grados 9-12), en Pecan Grove[13][14]

Antes de la apertura de la Intermedia Bowie, las escuelas intermedias Garcia y Hodges Bend sirvieron a Pecan Grove. La Intermedia Bowie se abrió en 2007.
Antes del otoño de 2006, dos preparatorias, Austin y George Bush, sirvieron a Pecan Grove. Durante la reasignación de las zonas de asistencia, los estudiantes de los grados 11 y 12 del tiempo presente se quedaron en Austin y Bush, y los estudiantes de los grados 9 y 10 fueron trasladados a Travis. La nueva zonificación se introdujo progresivamente cada año.

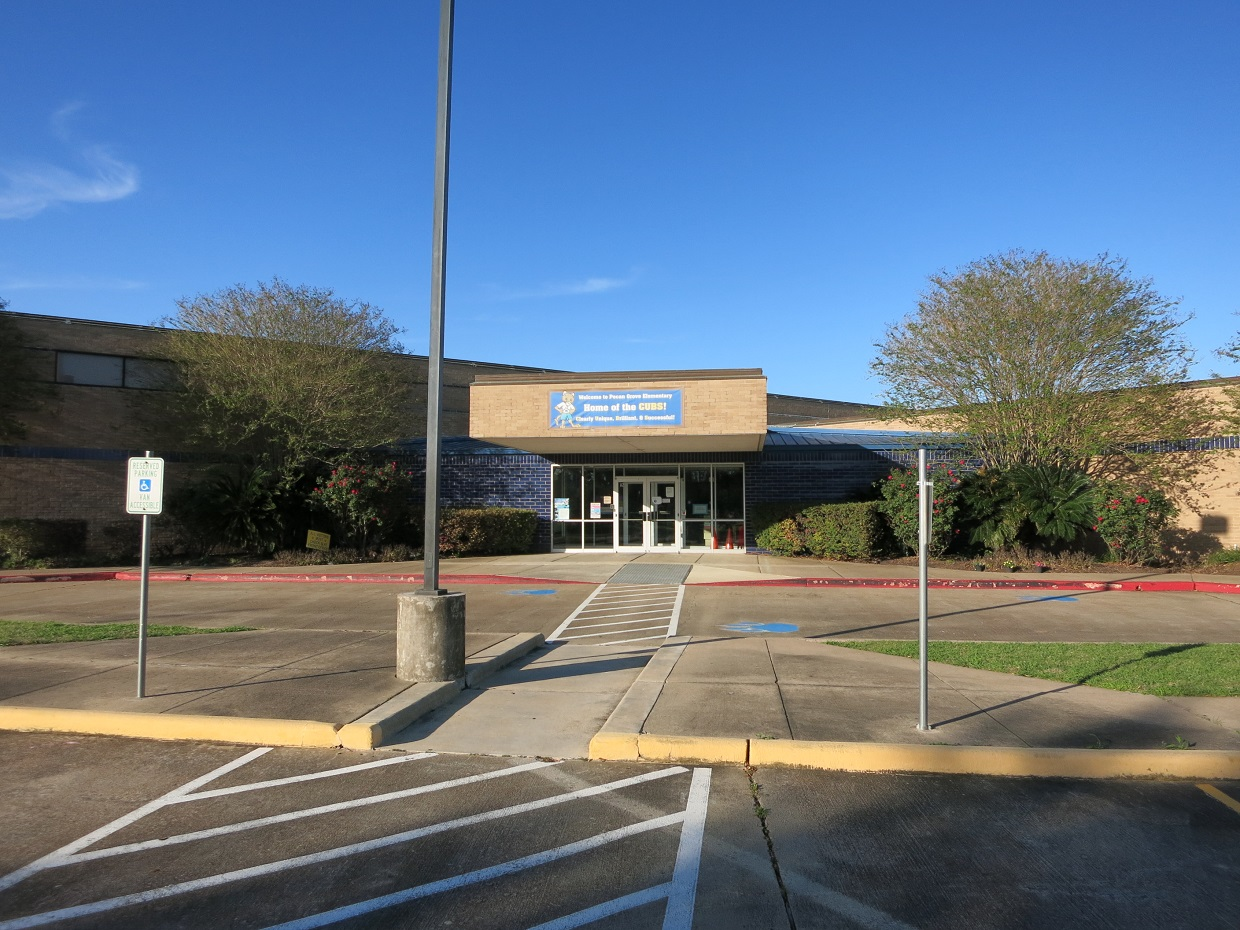
Escuela Primaria Pecan Grove
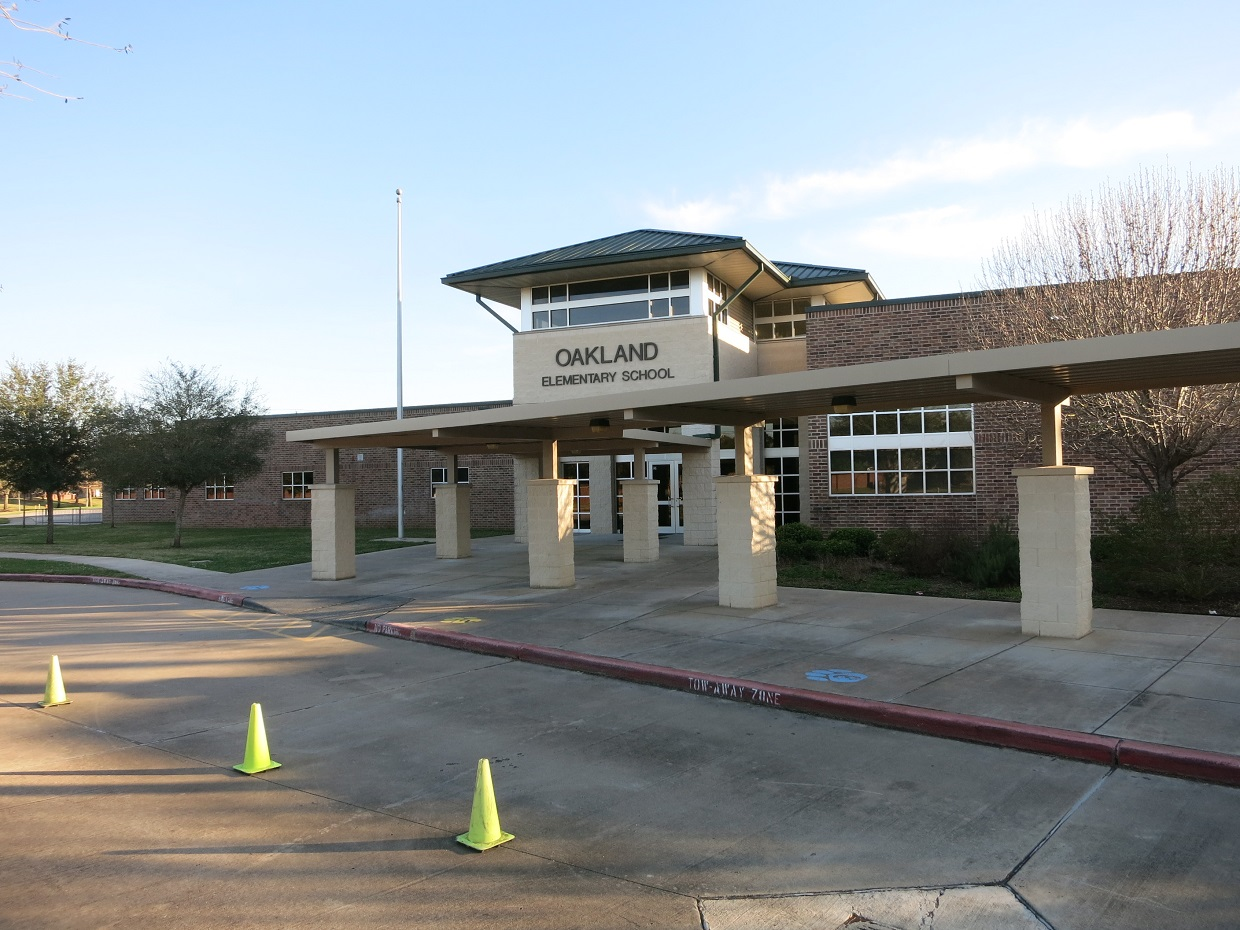
Escuela Primaria Oakland

### Distrito Escolar Consolidado Independiente Lamar
El Distrito Escolar Consolidado Independiente Lamar (LCISD) sirve algunas áreas de Pecan Grove.
El patrón de asistencia escolar para la Primaria Austin:
- Escuela Primaria Austin (Grados PK-5)
- Escuela Media Wessendorff (Grado 6)
- Escuela Secundaria Lamar (Grados 7-8)
- Escuela Preparatoria Lamar Consolidated ( Grados 9-12)

El patrón de asistencia escolar para la Primaria Frost:
- Escuela Primaria Frost (Grades PK-5)
- Escuela Media Wertheimer (Grade 6)
- Escuela Secundaria Briscoe (Grades 7-8)
- Escuela Preparatoria Foster ( Grados 9-12)